# Instituto Valenciano de Infertilidad
El IVI Instituto Valenciano de Infertilidad, también denominado Equipo IVI, es una institución médica española, de titularidad privada, dedicada íntegramente a la reproducción humana asistida. Su sede se encuentra en Valencia, y tiene clínicas en Europa, América Central, América del Sur y en  Asia occidental.

## Historia
Fue fundada en Valencia, en 1990. El origen del IVI se encuentra en el Hospital Clínico de Valencia, donde un equipo de profesionales, liderado por los doctores Antonio Pellicer y José Remohí, decidieron crear un grupo privado de medicina reproductiva tomando como modelo lo aprendido durante su etapa de formación en Estados Unidos. Para su fundación y durante los primeros tiempos del instituto, contaron con la colaboración, como cofundador y asociado, del doctor Fernando Bonilla, así como del doctor Miguel Ruiz Jorro.
El Instituto Valenciano de Infertilidad está dirigido por los doctores Antonio Pellicer y José Remohí, en la actualidad catedráticos de obstetricia y ginecología de la Universidad de Valencia.

## Hitos médicos
En 1993 el IVI consiguió el primer embarazo de España, y segundo del mundo, en el que el padre había sido sometido a una vasectomía anteriormente, mediante la utilización de espermatozoides testiculares. En 1995 consiguió el primer embarazo del mundo con esperma congelado del testículo de un hombre estéril.
En 2002 el IVI logró el nacimiento de los primeros hijos sanos de una pareja enferma de sida, en la Comunidad Valenciana, y el mismo caso tratándose de una pareja con fibrosis quística. En 2003, por primera vez en España, una pareja con atrofia muscular espinal tuvo un bebé que no desarrollará esa enfermedad.
En 2004 el IVI se convirtió en instituto universitario, adscrito a la Universidad de Valencia, y en 2005 celebró, con una gran fiesta en el jardín del Turia de Valencia, el XV aniversario de su nacimiento. Este mismo año celebró su I Congreso Internacional con más de setecientos participantes y profesionales de treinta y cuatro países.
En 2006 consiguió por primera vez, a nivel internacional, diagnosticar la linfolistiocitosis hemafagocítica familiar (LHH) en embriones de una pareja portadora de esta enfermedad, y desarrollar un embarazo sano. También se consiguieron los primeros embarazos por vitrificación. Este año se celebró el I Congreso IVI América en México, D. F.. 
En 2007 los andrólogos del IVI desarrollaron la técnica de los biochips de semen para el diagnóstico de la infertilidad masculina, y se consiguió el primer nacimiento en el mundo de doble vitrificación, de óvulo y blastocisto.
En 2008 el estudio realizado por la doctora Ana Cobo, directora de la Unidad de Criobiología del Instituto Valenciano de Infertilidad (IVI) denominado: "Comparaison of concomitante outcome achieved with fresh and cryopreserved donor oocytes vitrified by the Cryotop method", supuso un absoluto hito en el desarrollo de la vitrificación de óvulos en la práctica clínica diaria. Además, este estudio es considerado uno de los 25 trabajos más importantes de la historia en medicina reproductiva según la Sociedad Americana para la Medicina Reproductiva.
En 2009 el IVI y el Hospital Doctor Peset de Valencia lograron el primer embarazo del mundo tras implante de tejido ovárico y vitrifación de ovocitos.
Se estima que el IVI realiza el 20 % de la reproducción asistida de España y se encuentra entre las instituciones con mayor actividad reproductiva del panorama internacional.

## Expansión nacional e internacional
El Instituto Valenciano de Infertilidad tiene su sede central en Valencia. Desde su fundación en 1990 ha experimentado un gran crecimiento, y ha abierto clínicas de fertilidad en las principales ciudades españolas. Su expansión se inició en 1995 con la apertura de la clínica de Castellón de la Plana. A esta le siguieron las clínicas de Madrid y Murcia, en 1996, Almería, en 2000, Sevilla, en 2001, Barcelona, en 2004, Vigo, Alicante y Bilbao, en 2005. En 2009, abrió sus puertas la clínica de Las Palmas, seguida en 2010 por Zaragoza y en 2011 por Santander. El año siguiente, se inauguraron instalaciones en Elche y, en 2014, en Málaga, Benalmádena, Cartagena y San Sebastián, seguidos por Alcorcón y Pamplona en 2015. En el año 2016, abrieron sus puertas las clínicas de Mallorca, Lleida, Albacete, Salamanca y Tenerife. 
La expansión internacional se emprendió en 2002 con la fundación del IVI en México. Le siguió Portugal en 2006, con centros en Lisboa y Faro; en 2007 Chile, con sede en Santiago de Chile y Panamá, con una clínica en Ciudad de Panamá; y Argentina, en 2008, con sede en Buenos Aires. IVI también ha abierto clínicas en Brasil (2009), con sede en Salvador de Bahía; en Emiratos Árabes Unidos, con sede en Dubái (2015); en Italia, con sede en Roma (2015) y en Reino Unido, con sedes en Londres (2016). Además, en noviembre de 2016, IVI disponía de 75 clínicas en 11 países, entre los que se encuentra India, donde IVI tiene un partnership con NOVA Fertility, que cuenta con 17 clínicas en el país.

## Fusión IVI-RMA Global
En febrero de 2017 IVI se fusiona con la compañía RMANJ (Reproductive Medicine Associates of New Jersey), un grupo médico norteamericano, propietario de 10 clínicas distribuidas en los estados de Nueva Jersey y Pensilvania, dirigido por Richard T. Scott, Paul A. Bergh y Michael R Drews.
El Grupo IVI queda tras esta fusión como el accionista mayoritario, con el control del 70% de la nueva compañía que se llama IVIRMA Global.

## Fundación IVI
En 1997 se creó la Fundación IVI, institución sin ánimo de lucro, dedicada a la investigación, docencia y acción social. Está dirigida por los doctores Carlos Simón y Antonio Pellicer. Tiene acuerdos suscritos con universidades nacionales y extranjeras que permiten la cooperación científica.

## Reconocimientos
- Concesión del título de universitario, adscrito a la Universidad de Valencia, 2004.[7]
- Concesión de la Medalla de Oro de la Ciudad, concedida por el Ayuntamiento de Valencia.[8]